# 위그 오브리
위그 세드리크 마르셀 오브리(프랑스어: Hugues Cédric Marcel Obry, 1973년 5월 19일~)는 프랑스의 펜싱 선수, 지도자로 현역 시절 주 종목은 에페이다. 2000년 하계 올림픽 개인전과 단체전 은메달을 획득했으며, 2004년 하계 올림픽에서 단체전 금메달을 획득했다. 은퇴 후에는 프랑스 에페 대표팀 코치, 감독을 거쳐 현재 중화인민공화국 에페 펜싱 대표팀 감독을 맡고 있다.